# Rothaus Regio-Tour
De Regio Tour of Rothaus Regio-Tour (naar hoofdsponsor Bierbrouwer Rothaus) was een internationale meerdaagse wielerwedstrijd die sinds 1985 jaarlijks werd verreden in Duitsland, Frankrijk en Zwitserland. De Rothaus Regio-Tour was onderdeel van de UCI Europe Tour en was gecategoriseerd als een wedstrijd van de 2.1-categorie.
Bekende winnaars zijn onder andere Mario Cipollini, Vjatsjeslav Jekimov, Jan Ullrich en Aleksandr Vinokoerov.
Van 1985 tot en met 1993 was de koers bestemd voor amateurs. Vanaf 1994 werd het een koers voor profs; van 2008 tot 2012 was het een wedstrijd voor amateurs en junioren.

## Lijst van winnaars

### Meervoudige winnaars
| Zeges | Renner           | Land      | Jaren      |
| ----- | ---------------- | --------- | ---------- |
| 2     | Laurent Brochard | Frankrijk | 1994, 2002 |

### Overwinningen per land
| Zeges | Land                                                                       |
| ----- | -------------------------------------------------------------------------- |
| 9     | Duitsland                                                                  |
| 5     | Italië                                                                     |
| 4     | Frankrijk                                                                  |
| 2     | Sovjet-Unie                                                                |
| 1     | Australië, België, Kazachstan, Nederland, Oekraïne, Polen, Rusland, Spanje |